# Felipe Cárdenas
Felipe Cárdenas Morales, född 22 juli 1991, är en chilensk roddare.
Cárdenas tävlade för Chile vid olympiska sommarspelen 2016 i Rio de Janeiro, där han tillsammans med Bernardo Guerrero slutade på 17:e plats i lättvikts-dubbelsculler.